# Informativos Telecinco
Informativos Telecinco (en català Informatius Telecinco) és l'espai informatiu de Telecinco, canal de televisió que pertany al grup de comunicació Mediaset Espanya. La primera emissió es va produir el 3 de maig de 1990 amb el nom gèneric Entre hoy y mañana, presentat per Luis Mariñas a les dotze de la matinada amb una duració aproximada de quinze minuts.
A partir d'abril de 1993 es va produir una potenciació en els informatius del canal, perllongant la seva durada i ampliant els seus continguts i es passa a anomenar Las notícias.
Coincidint amb el canvi d'imatge de Tele 5, els informatius es van adaptar al nou logo del canal estrenant infografia i decorats nous. D'altra banda s'adopta el nom genèric d'Informativos Telecinco, per a denominar les notícies del canal, encara que es mantenen els noms de “Las notícias” i “Entre hoy y mañana”.
Ja al mes de setembre de 1998, Telecinco fa desaparèixer els títols individuals de cada edició en implantar definitivament els seus noticiaris Informativos Telecinco com a títol genèric. Amb aquests canvis, la cadena també es va plantejar un nou decorat del plató amb multipantalles per totes les seves edicions. Cal destacar que els informatius matinals i de matinada es van realitzar des d'un altre set situat a la redacció de notícies.
Des del gener de 2006, el periodista Pedro Piqueras, procedent de Radio Nacional de España i d'Antena 3, s'incorpora a Telecinco assumint la direcció dels informatius del canal amb l'objectiu clar de recuperar els punts d'audiència perduts a favor de la competència. És per això quan decideix incorporar nous presentadors, modificar els grafismes i incloure nous continguts més propers als ciutadans.
Des de gener de 2011, amb motiu de la fusió entre Telecinco i Cuatro, els informatius estan produïts per l'agència Atlas, companyia del mateix grup.

## Reconeixements

### TP d'Or
| Any  | Categoria               | Resultat  |
| ---- | ----------------------- | --------- |
| 2010 | Millor informatiu diari | Nominat   |
| 2009 | Millor informatiu diari | Nominat   |
| 2007 | Millor informatiu diari | Nominat   |
| 2006 | Millor informatiu diari | Nominat   |
| 2005 | Millor informatiu diari | Nominat   |
| 2004 | Millor informatiu diari | Nominat   |
| 2003 | Millor informatiu diari | Guanyador |
| 2002 | Millor informatiu diari | Nominat   |
| 2000 | Millor informatiu diari | Nominat   |